# Мауританија на Летњим олимпијским играма 1996.
Мауританија је на Летњим олимпијским играма 1996. у Атланти учествовала са четворицом спортиста, који су се такмичили у атлетици. Ово је било четврто учешће Мауританије на ЛОИ од пријема у МОК.
Заставу Мауританије на свечаном отварању Игара 19. јула носио је атлетичар Noureddine Ould Ménira.
Мауританија је остала у групи земаља које до сада нису освајале олимпијске медаље.

## Учесници по спортовима
| Спорт      | Мушкарци | Жене | Укупно |
| ---------- | -------- | ---- | ------ |
| Атлетика   | 4        | 0    | 4      |
| Укупно (1) | 4        | 0    | 4      |

## Резултати

### Атлетика

#### Мушкарци
| Атлетичар Лични рекорд   | Дисциплина | Групе    | Групе      | Четвртфинале     | Четвртфинале     | Полуфинале       | Полуфинале       | Финале           | Финале        | Детаљи |
| Атлетичар Лични рекорд   | Дисциплина | Резултат | Место      | Резултат         | Место            | Резултат         | Место            | Резултат         | Место         | Детаљи |
| ------------------------ | ---------- | -------- | ---------- | ---------------- | ---------------- | ---------------- | ---------------- | ---------------- | ------------- | ------ |
| Noureddine Ould Ménira   | 100 м      | 10,95    | 8 у гр. 1  | Није се пласирао | Није се пласирао | Није се пласирао | Није се пласирао | Није се пласирао | 92 / 96 (108) |        |
| Mohamed Ould Brahim      | 200 м      | 22,71    | 8 у гр. 2  | Није се пласирао | Није се пласирао | Није се пласирао | Није се пласирао | Није се пласирао | 78 / 78 (81)  |        |
| Chérif Baba Aidara       | 800 м      | 1:56,20  | 7 у гр. 2  |                  |                  | Није се пласирао | Није се пласирао | Није се пласирао | 53 / 56 (57)  |        |
| Sid'Ahmed Ould Mohamedou | 5.000 м    | 15:29,16 | 11 у гр. 1 |                  |                  | Није се пласирао | Није се пласирао | Није се пласирао | 37 / 37 (42)  |        |